# Wangoi
Wangoi is een nagar panchayat (plaats) in het district Imphal-West van de Indiase staat Manipur. 

## Demografie
Volgens de Indiase volkstelling van 2001 wonen er 7.872 mensen in Wangoi, waarvan 50% mannelijk en 50% vrouwelijk is. De plaats heeft een alfabetiseringsgraad van 64%. 